# Список дипломатических миссий Эстонии

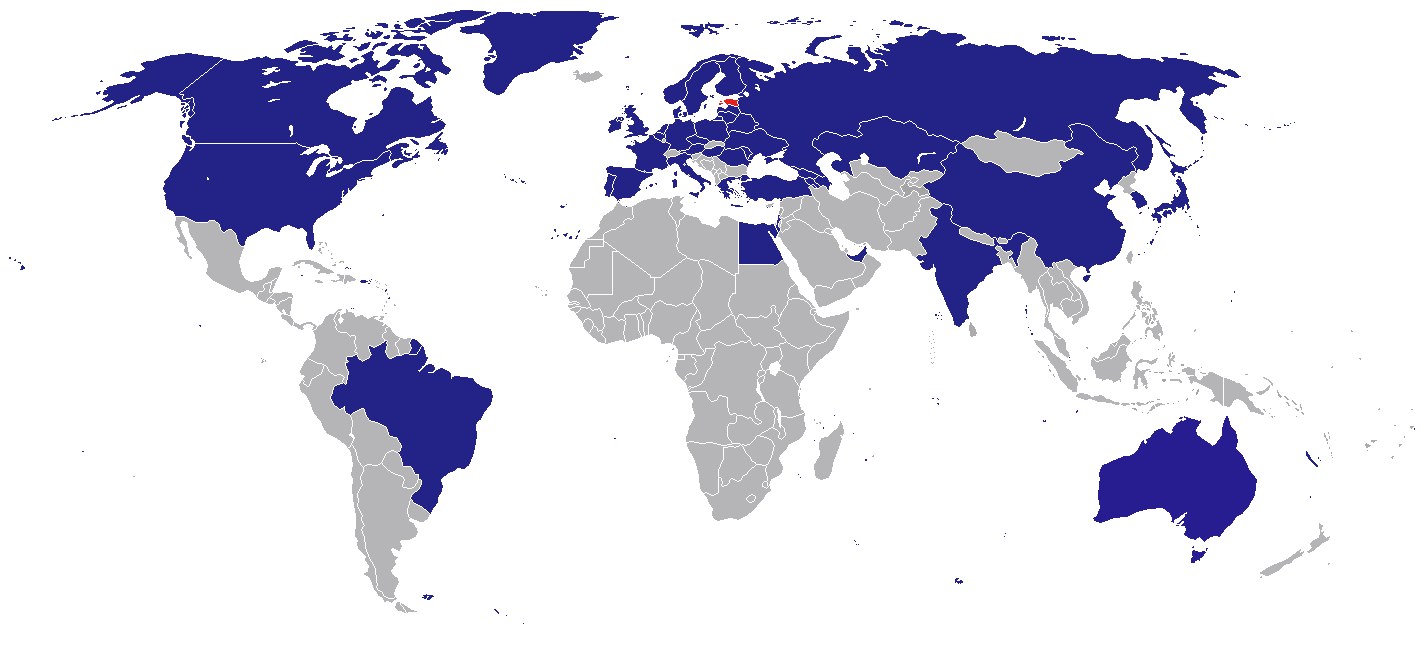

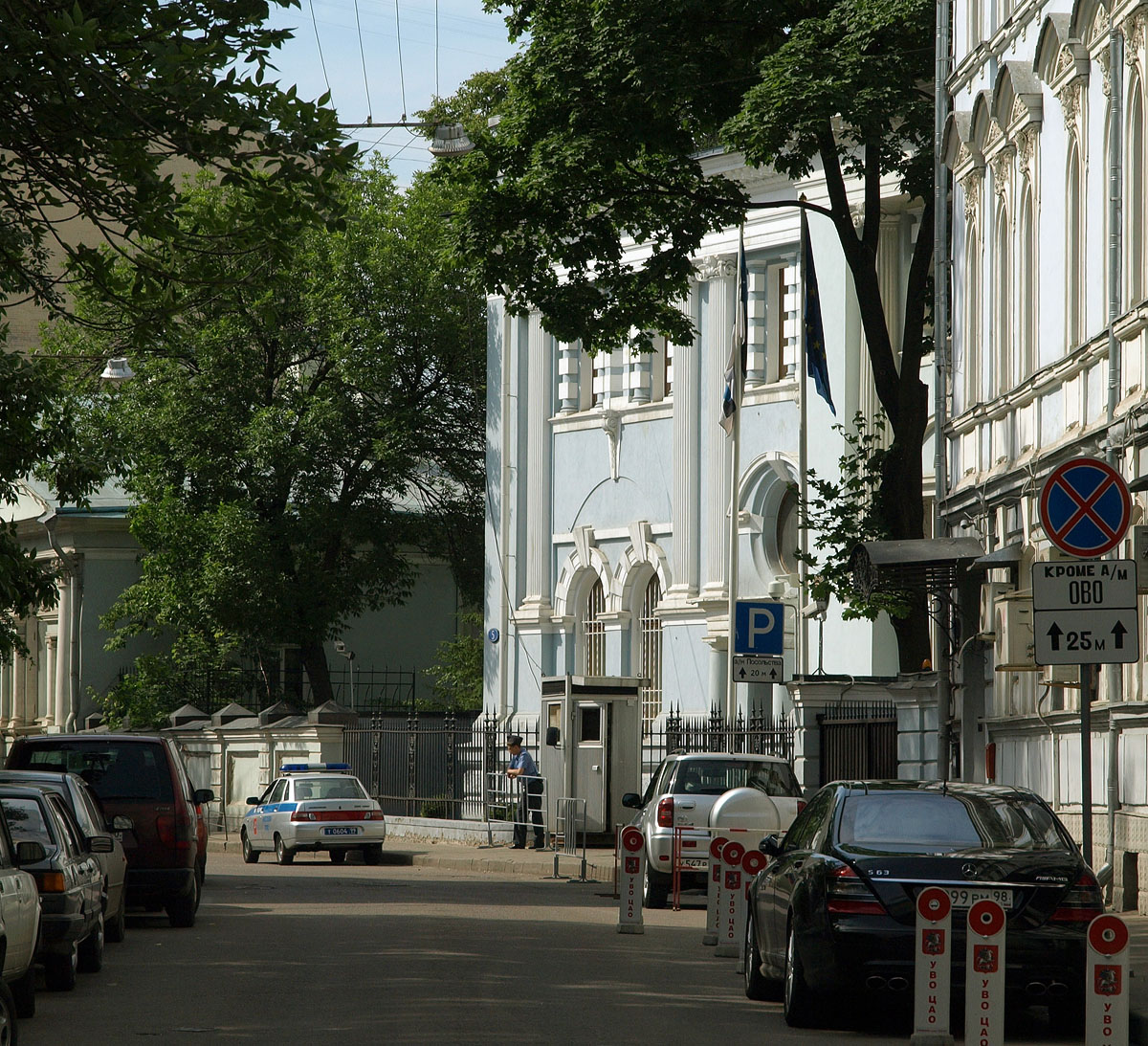
Посольство Эстонии в Москве

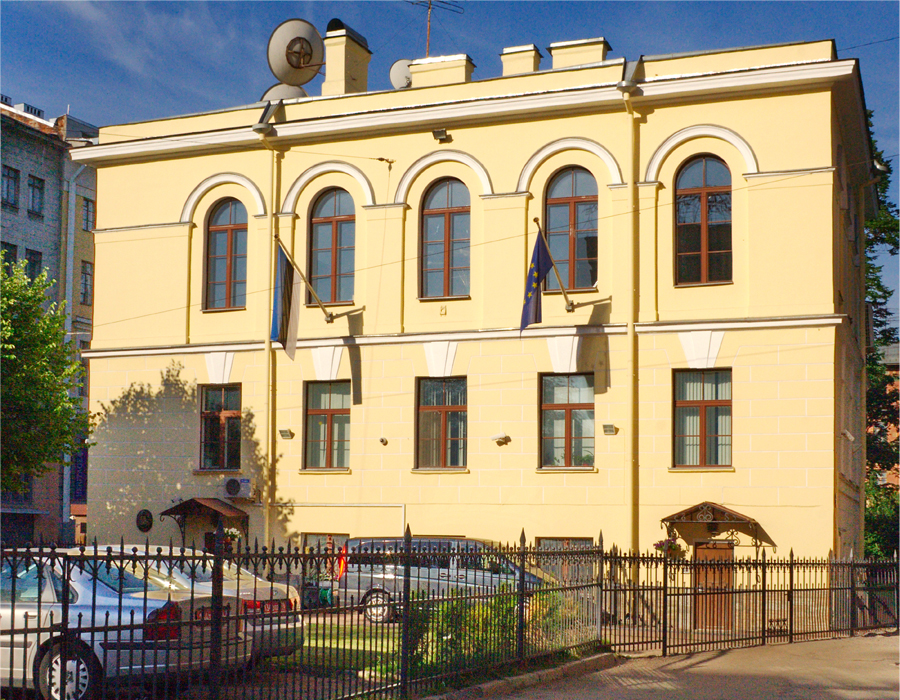
Генеральное консульство Эстонии в Санкт-Петербурге

Список дипломатических миссий Эстонии — подавляющее большинство дипломатических представительств Эстонии находятся в странах Европы. Первые же её миссии после получения независимости в 1992 году были открыты в США, России, Финляндии, Швеции, Дании, Франции и Германии.

## Европа
- Австрия, Вена (посольство)
- Белоруссия, Минск (посольство)
- Бельгия, Брюссель (посольство)
- Великобритания, Лондон (посольство)
- Венгрия, Будапешт (посольство)
- Германия, Берлин (посольство)
- Греция, Афины (посольство)
- Грузия, Тбилиси (посольство)
- Дания, Копенгаген (посольство)
- Ирландия, Дублин (посольство)
- Испания, Мадрид (посольство)
- Италия, Рим (посольство)
- Латвия, Рига (посольство)
- Литва, Вильнюс (посольство)
- Нидерланды, Гаага (посольство)
- Норвегия, Осло (посольство)
- Польша, Варшава (посольство)
- Португалия, Лиссабон (посольство)
- Россия, Москва (посольство)
  - Псков (генеральное консульство)
  - Санкт-Петербург (генеральное консульство)
- Румыния, Бухарест (посольство)
- Украина, Киев (посольство)
- Финляндия, Хельсинки (посольство)
- Франция, Париж (посольство)
- Чехия, Прага (посольство)
- Швеция, Стокгольм (посольство)

## Америка
- Бразилия, Бразилиа (посольство)
- Канада, Оттава (посольство)
- США, Вашингтон (посольство)
  - Нью-Йорк (генеральное консульство)

## Азия
- Афганистан, Кабул (представительство)
- Израиль, Тель-Авив (посольство)
- Казахстан, Астана (посольство)
- Киргизия, Бишкек (посольство)
- Китай, Пекин (посольство)
- Турция, Анкара (посольство)
- Япония, Токио (посольство)

## Африка
- Египет, Каир (посольство)

## Океания
- Австралия, Сидней (генеральное консульство)

## Международные организации
- Брюссель, постоянные миссии при ЕС и НАТО
- Женева, постоянные миссии при учреждениях ООН
- Париж, постоянное представительство при ЮНЕСКО
- Рим, постоянное представительство при ФАО
- Страсбург постоянное представительство при Совете Европы
- Гаага, постоянное представительство при ОЗХО
- Вена, постоянное представительство при ОБСЕ